# 圣艾蒂安-迪瓦尔多内
圣艾蒂安-迪瓦尔多内（法語：Saint-Étienne-du-Valdonnez，法語發音：[sɛ̃.t‿etjɛn dy valdɔne]）是法国洛泽尔省的一个市镇，属于芒德区。

## 地理
圣艾蒂安-迪瓦尔多内（44°27'20"N, 3°33'46"E）面积56.09 平方千米，位于法国奧克西塔尼大區洛泽尔省，该省份为法国南部内陆省份，北起上盧瓦爾省和康塔爾省，西接阿韦龙省，南至加尔省，东临阿尔代什省。
与圣艾蒂安-迪瓦尔多内接壤的市镇（或旧市镇、城区）包括：布勒努、拉尼埃若尔、莱邦东、伊斯帕尼亚克、蒙洛泽尔埃古莱、圣博济勒。

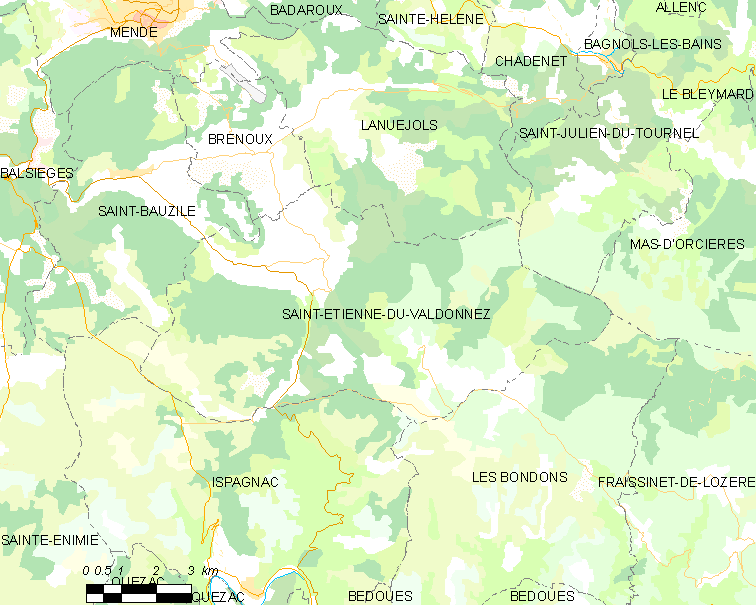
圣艾蒂安-迪瓦尔多内的OSM定位图

圣艾蒂安-迪瓦尔多内的时区为UTC+01:00、UTC+02:00（夏令时）。

## 行政
圣艾蒂安-迪瓦尔多内的邮政编码为48000，INSEE市镇编码为48147。

## 政治
圣艾蒂安-迪瓦尔多内所属的省级选区为圣艾蒂安-迪瓦尔多内县。

## 人口

1962-2008年间圣艾蒂安-迪瓦尔多内人口变化图示

圣艾蒂安-迪瓦尔多内于2022年1月1日时的人口数量为641人。